# Dryadorchis huliorum
Dryadorchis huliorum är en orkidéart som först beskrevs av André Schuiteman, och fick sitt nu gällande namn av Eric Alston Christenson och André Schuiteman. Dryadorchis huliorum ingår i släktet Dryadorchis och familjen orkidéer.
Artens utbredningsområde är Papua Nya Guinea. Inga underarter finns listade i Catalogue of Life.